# ハンス・フォーゲル

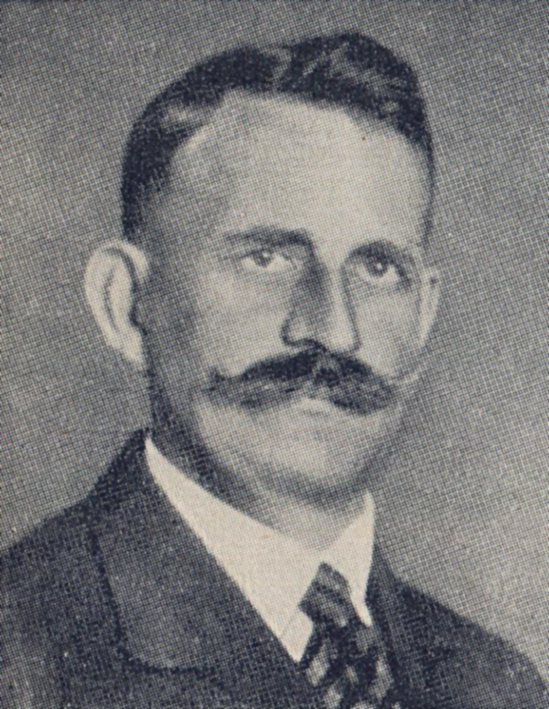

ハンス・フォーゲル（Hans Vogel、本名ヨハン・フォーゲル（Johann Vogel）、1881年2月16日 - 1945年10月6日）は、ドイツの政治家。1931年からドイツ社会民主党（SPD）党首を務め、ナチ党政権によって同党が非合法化されたのちは、ドイツ国外で党組織の維持を図った。

## 生涯
バイエルン王国オーバーアルテルスホーフェン（現フォッラ）生まれ。父親は小売業や靴職人をしていた。フュルトの国民学校を卒業後、木彫師の徒弟となる。修業中の1897年に木彫師の労働組合に加入。1907年にドイツ社会民主党（SPD）のフュルト選挙区代表委員に就任。1908年までは職人としてドイツ各地で働いていたが、この年にフランケン地方の党書記に就任して以後は政治活動に専従するようになる。1912年、バイエルン王国議会議員に当選。第一次世界大戦に第105師団の通信兵として従軍したが、州議会の議席は1918年まで保持していた。戦争については党指導部同様、「祖国への義務」としてこれを支持していた。
1918年にドイツ革命が発生すると、ニュルンベルクで労働者・兵士レーテ（評議会）の評議員となる。SPD党首のフリードリヒ・エーベルトが指導する人民代表委員会を支持し、バイエルン州首相クルト・アイスナーが右翼に暗殺された後にミュンヘンに樹立された、より急進的な「レーテ共和国」と対立した。1919年末にヴァイマル会議議員となる。1920年からはヴァイマル共和政下で国会議員となり、党中央委員に就任。1927年に党書記に選出。1931年にオットー・ヴェルス、アルトゥール・クリスピンと共に党首に選出された。
しかしヴァイマル共和政は崩壊し、1933年1月にナチ党が政権を獲得。ナチ党の提出した全権委任法が可決されるとナチ党を除く全ての政党が非合法化されたため、フォーゲルやヴェルスらSPD指導部は指導組織を維持するため、当時国際連盟の主権下におかれていたザールラント州に亡命した。しかしザールラントにナチス・ドイツの手が及びそうになったためプラハに移動。さらに1938年にチェコスロバキアがドイツの侵略にあうとパリに逃れた。この亡命中フォーゲルは正式な手続きで党首になっていたわけではないが、亡命SPDで指導的立場にあったため事実上の党首とみなされている。1939年にヴェルスが死去するとその観が強くなった。
第二次世界大戦が勃発しフランスにドイツ軍の矛先が向かうと、フォーゲルらはフランス当局に逮捕された。フランスの社会主義者の助力で釈放されたものの、1940年6月にフランスはドイツに降伏。フォーゲルらはドイツ軍の手が及んでいなかったフランス南部に脱出し、スペイン・ポルトガルを経由してロンドンに逃れた。この頃には既に亡命SPDの組織はほぼ実態がなくなっていたが、フォーゲルはイギリスに亡命した社会主義者たちの結集を目指した。ただしフォーゲルは以前から共産主義に反対だったため、のちに東ドイツで共産党と社会民主党の合同で結成されたドイツ社会主義統一党のような「統一戦線」の樹立には賛成しなかった。
1945年に大戦は終結。西側連合国の占領地域（のちの西ドイツ）ではナチスの強制収容所から解放されたクルト・シューマッハーを中心にSPD再建が進んでおり、フォーゲルも新生ドイツの議会制民主主義樹立に賛成していたが、亡命中に体調を崩していたフォーゲルに参加する余力は残っておらず、終戦後間もなくロンドンで客死した。